# Cantone di Colmar-Sud
Il Cantone di Colmar-Sud era una divisione amministrativa dell'arrondissement di Colmar.
A seguito della riforma approvata con decreto del 21 febbraio 2014, che ha avuto attuazione dopo le elezioni dipartimentali del 2015, è stato soppresso.

## Composizione
Comprendeva la parte meridionale della città di Colmar e il comune di Sainte-Croix-en-Plaine.